# 353 نورث كلارك
353 نورث كلارك هو 624 قدم ( 190 متر ) ناطحة سحاب طويل القامة في شيكاغو، إلينوي . بدأ بنائية في عام 2007 واكتمل في عام 2009. كما يوجد به 45 طوابق مع ما مجموعه 1173643 قدم مربع ( 109035 M2 ) من مساحات العرض . 353 شمال كلارك هو منزل جينر وبلوك للمحاماة، انتركونتيننتال في البورصة، وشركة الخدمات المالية و Mesirow المالية، وهي شركة الخدمات المالية . في عام 2014 ، " الإمبراطورية "، وهو مسلسل تلفزيوني لخلق FOX ، بدأ تصوير داخل اللوبي.

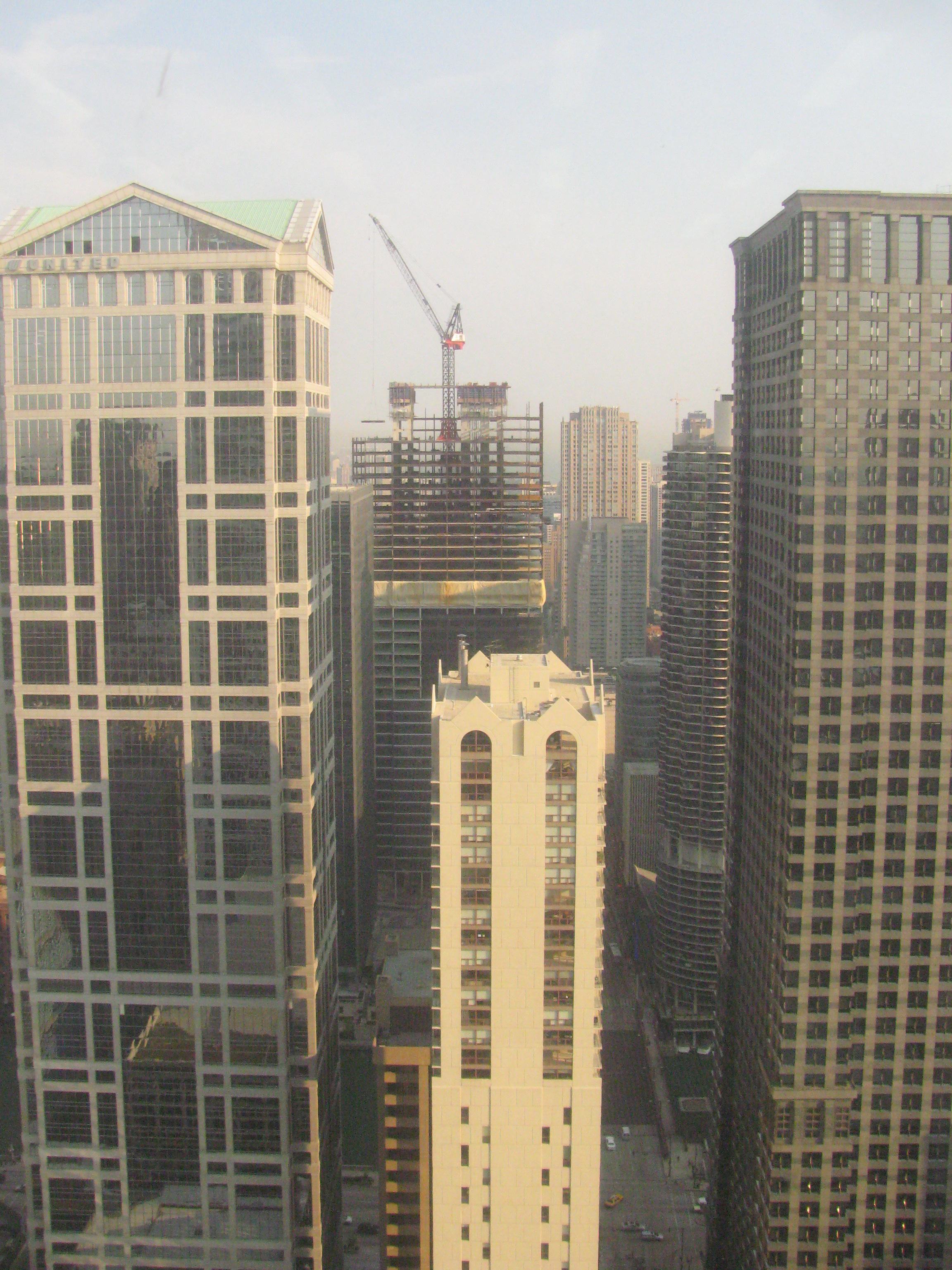
353 نورث كلارك تحت الإنشاء

## انظر ايضاً
- قائمة أطول المباني في شيكاغو

## وصلات خارجية
- Official website
- 353 North Clark on Emporis
- 353 North Clark Skyscraperpage